# Fred John Ascani

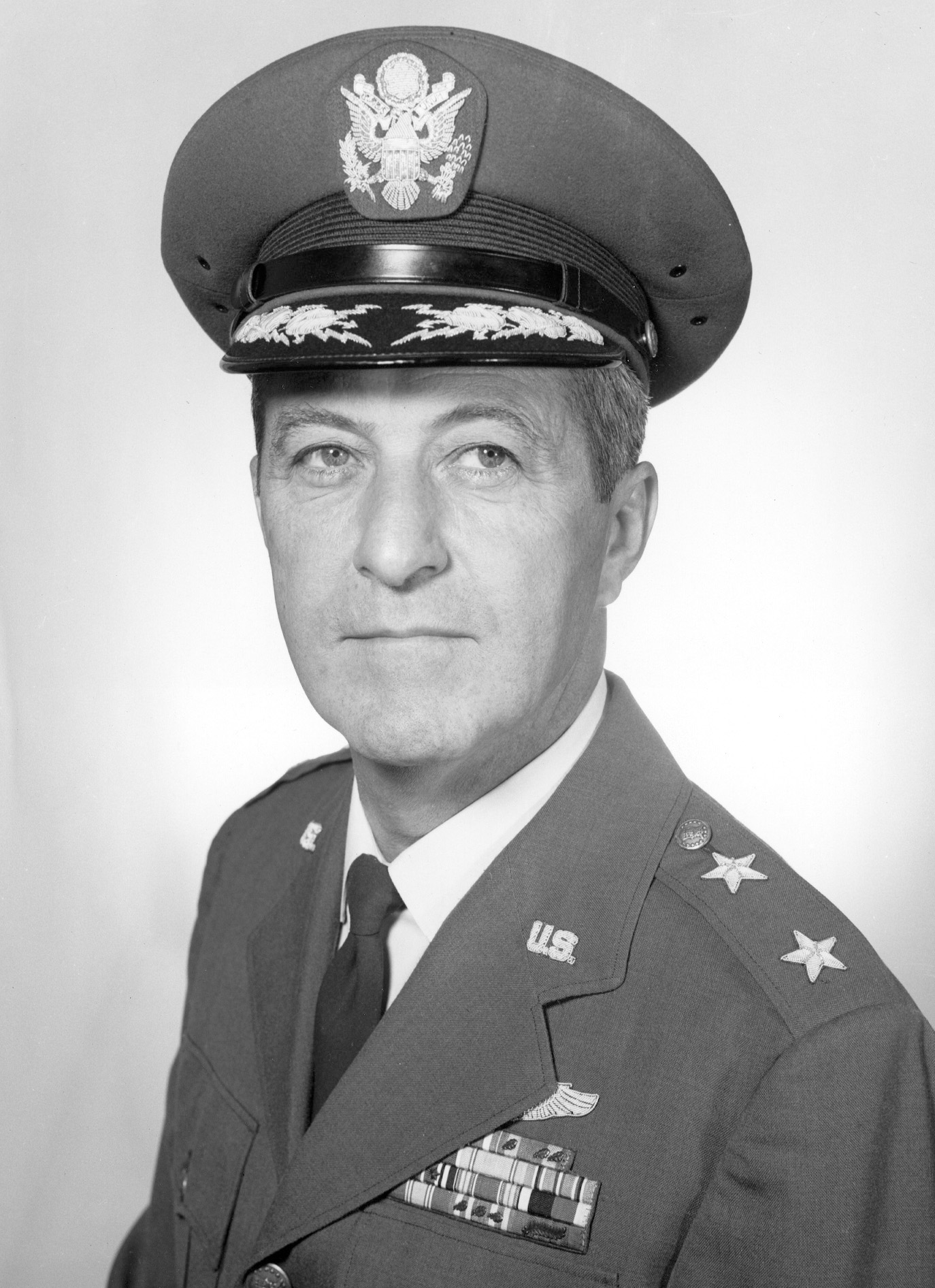
Fred John Ascani

Fred John Ascani (* 1917 in Beloit, Wisconsin; † 28. März 2010 in Alexandria, Virginia) war ein US-amerikanischer Generalmajor der United States Air Force und Testpilot.

## Leben
1937 begann er die Offiziersausbildung an der United States Military Academy in West Point (New York). 1941 wurde er Second lieutenant im Army Corps of Engineers. Nachdem er am Zweiten Weltkrieg in Europa teilgenommen hatte, wurde er weiterhin in Deutschland verwendet. 1951 wurde Ascani stellvertretender Kommandeur des Air Force Flight Test Center im Edwards Air Force Base. Zwischen 1961 und 1962 war er Leiter für die Entwicklung des Mach-3-Bombers North American XB-70 Valkyrie verwendet. 
1964 wurde er zum Major General befördert, was dessen letzte war. Ascani wurde 1973, nach 32 Jahren Dienst, pensioniert.
Seine Auszeichnungen umfassen unter anderem die Legion of Merit, die Air Force Distinguished Service Medal, das Distinguished Flying Cross und das Croix de guerre mit Palmzweig.